# Coupe Spengler 2013
Navigation
Édition précédente Édition suivante
La Coupe Spengler 2013 est la 87e édition de la Coupe Spengler. Elle se déroule du 26 au 31 décembre 2013 à Davos, en Suisse.

## Modus
Les six équipes participantes sont d'abord réparties en deux poules de trois, le groupe Torriani et le groupe Cattini. Chacune des équipes rencontre ses deux autres adversaires. La première équipe de chaque groupe est directement qualifiée pour les demi-finales. Les quatre autres équipes disputent des « pré-demi-finales », durant lesquelles le deuxième du groupe Cattini rencontre le troisième du groupe Torriani, et inversement. Le vainqueur de chacune de ces pré-demi-finales est qualifié pour les demi-finales. Les deux équipes victorieuses s'affrontent en finale, le 31 décembre, à midi.

## Arbitres
Dix arbitres officient lors du tournoi.
| Arbitres           | Juges de ligne    |
| ------------------ | ----------------- |
| Konstantin Olenine | Roger Arm         |
| Steve Patafie      | Nicolas Fluri     |
| Danny Kurmann      | Andreas Kohler    |
| Brent Reiber       | Roman Kaderli     |
| Didier Massy       | Michaël Tscherrig |

## Résultats

### Phase de groupes

#### Groupe Torriani
| Clt   | Équipe                 | PJ | V | VP | D | DP | BP | BC | Pts |
| ----- | ---------------------- | -- | - | -- | - | -- | -- | -- | --- |
| +001, | Genève-Servette HC     | 2  | 1 | 1  | 0 | 0  | 9  | 3  | 5   |
| +002, | HK CSKA Moscou         | 2  | 1 | 0  | 0 | 1  | 5  | 7  | 4   |
| +003, | Americans de Rochester | 2  | 0 | 0  | 2 | 0  | 3  | 9  | 0   |

- Qualifié directement pour les demi-finales
- Qualifié pour les pré demi-finales

| 26 décembre | Genève-Servette | 5-0 (1-0, 3-0, 1-0) | Rochester | Vaillant Arena 5 865 spectateurs |

| Feuille de match | Feuille de match | Feuille de match    | Feuille de match | Feuille de match                                                         |
| ---------------- | --- | ------------------- | ---------------- | ------------------------------------------------------------------------ |
|                  | Daugaviņš (Lombardi) — 11 min 41 s (IN) Lombardi (Stafford, Daugaviņš) — 38 min 49 s (SN) Lombardi (Fritsche, Pestoni) — 45 min 11 s Šimek (Marti) — 46 min 46 s Almond (Picard, Šimek) — 56 min 22 s | 1-0 2-0 3-0 4-0 5-0 |                  | Arbitrage : Konstantin Olenin, Brent Reiber Roger Arm, Michael Tscherrig |
| Tobias Stephan   | Gardiens | Matt Hackett        |                  | Arbitrage : Konstantin Olenin, Brent Reiber Roger Arm, Michael Tscherrig |
| 41 min           | Pénalités | 51 min              |                  | Arbitrage : Konstantin Olenin, Brent Reiber Roger Arm, Michael Tscherrig |
|                  | |                     |                  | Arbitrage : Konstantin Olenin, Brent Reiber Roger Arm, Michael Tscherrig |

| 27 décembre | Moscou | 4-3 (1-1, 1-1, 2-1) | Rochester | Vaillant Arena 6 303 spectateurs |

| Feuille de match | Feuille de match | Feuille de match            | Feuille de match                                                                | Feuille de match                                                         |
| ---------------- | --- | --------------------------- | ------------------------------------------------------------------------------- | ------------------------------------------------------------------------ |
|                  | Grigorenko — 15 min 2 s Radoulov (Grigorenko) — 23 min 32 s Prokhorkine (Zaïtsev, Fiodorov) — 48 min 46 s (SN) Grigorenko (Radoulov) — 54 min 52 s | 1-0 1-1 1-2 2-2 3-2 4-2 4-3 | Varone — 19 min 55 s Adam (Varone, Catenacci) — 20 min 28 s Armia — 59 min 59 s | Arbitrage : Steve Patafie, Brent Reiber Roman Kaderli, Michael Tscherrig |
| Rastislav Staňa  | Gardiens | Matt Hackett                |                                                                                 | Arbitrage : Steve Patafie, Brent Reiber Roman Kaderli, Michael Tscherrig |
| 4 min            | Pénalités | 10 min                      |                                                                                 | Arbitrage : Steve Patafie, Brent Reiber Roman Kaderli, Michael Tscherrig |
| 38               | Tirs | 28                          |                                                                                 | Arbitrage : Steve Patafie, Brent Reiber Roman Kaderli, Michael Tscherrig |

| 28 décembre | Genève-Servette | 4-3 (pr) (1-1, 1-2, 1-0, 1-0) | Moscou | Vaillant Arena 6 303 spectateurs |

| Feuille de match | Feuille de match | Feuille de match            | Feuille de match                                                                              | Feuille de match                                                         |
| ---------------- | --- | --------------------------- | --------------------------------------------------------------------------------------------- | ------------------------------------------------------------------------ |
|                  | Hollenstein (Jacquemet, Romy) — 8 min 6 s Daugaviņš (Nordlund, Pestoni) — 34 min 3 s Picard (Daugaviņš, Pestoni) — 34 min 3 s Daugaviņš (Stafford, Hollenstein) — 61 min 53 s (SN) | 0-1 1-1 1-2 1-3 2-3 3-3 4-3 | Frolov — 2 min 15 s Radoulov (Proskouriakov) — 27 min 38 s Fiodorov (Iegorchev) — 30 min 57 s | Arbitrage : Danny Kurmann, Brent Reiber Nicolas Fluri, Michael Tscherrig |
| Robert Mayer     | Gardiens | Ilia Proskouriakov          |                                                                                               | Arbitrage : Danny Kurmann, Brent Reiber Nicolas Fluri, Michael Tscherrig |
| 8 min            | Pénalités | 6 min                       |                                                                                               | Arbitrage : Danny Kurmann, Brent Reiber Nicolas Fluri, Michael Tscherrig |
| 41               | Tirs | 29                          |                                                                                               | Arbitrage : Danny Kurmann, Brent Reiber Nicolas Fluri, Michael Tscherrig |

#### Groupe Cattini
| Clt   | Équipe       | PJ | V | VP | D | DP | BP | BC | Pts |
| ----- | ------------ | -- | - | -- | - | -- | -- | -- | --- |
| +001, | HC Davos     | 2  | 2 | 0  | 0 | 0  | 8  | 3  | 6   |
| +002, | Canada       | 2  | 1 | 0  | 0 | 1  | 7  | 7  | 3   |
| +003, | HC Vítkovice | 2  | 0 | 0  | 0 | 2  | 5  | 10 | 0   |

- Qualifié directement pour les demi-finales
- Qualifié pour les pré demi-finales

| 26 décembre | Canada | 5-4 (2-2, 1-2, 2-0) | Vítkovice | Vaillant Arena 6 076 spectateurs |

| Feuille de match | Feuille de match | Feuille de match                    | Feuille de match | Feuille de match                                                      |
| ---------------- | --- | ----------------------------------- | --- | --------------------------------------------------------------------- |
|                  | Bolduc (Ehrhardt) — 2 min 33 s Metropolit (Kinrade) — 9 min 46 s DuPont (Micflikier) — 33 min 38 s (SN) Ritchie (Beaudoin, Haydar) — 48 min 2 s Walser (Metropolit, Stewart) — 53 min 49 s | 1-0 1-1 2-1 2-2 2-3 3-3 3-4 4-4 5-4 | Kucsera (Hlinka, Kolouch) — 4 min 20 s Stehlík (Randegger, Burger) — 17 min 5 s (SN) Huna (Svačina) — 31 min 26 s Húževka (Vandas) — 33 min 49 s | Arbitrage : Danny Kurmann, Didier Massy Nicolas Fluri, Andreas Kohler |
| Chris Mason      | Gardiens | Filip Šindelář                      | | Arbitrage : Danny Kurmann, Didier Massy Nicolas Fluri, Andreas Kohler |
| 12 min           | Pénalités | 26 min                              | | Arbitrage : Danny Kurmann, Didier Massy Nicolas Fluri, Andreas Kohler |
| 42               | Tirs | 22                                  | | Arbitrage : Danny Kurmann, Didier Massy Nicolas Fluri, Andreas Kohler |

| 27 décembre | Davos | 5-1 (2-0, 2-0, 1-1) | Vítkovice | Vaillant Arena 6 303 spectateurs |

| Feuille de match | Feuille de match | Feuille de match        | Feuille de match              | Feuille de match                                                      |
| ---------------- | --- | ----------------------- | ----------------------------- | --------------------------------------------------------------------- |
|                  | Forster (Guggisberg, Ambühl) — 2 min 51 s Wieser (von Arx, Bürgler) — 3 min 12 s Back — 22 min 43 s Hofmann (O'Connor) — 26 min 4 s (SN) Koistinen (Bürgler) — 43 min 36 s (SN) | 1-0 2-0 3-0 4-0 5-0 5-1 | Szturc (Hlinka) — 44 min 14 s | Arbitrage : Didier Massy, Konstantin Olenin Roger Arm, Andreas Kohler |
| Leonardo Genoni  | Gardiens | Roman Málek             |                               | Arbitrage : Didier Massy, Konstantin Olenin Roger Arm, Andreas Kohler |
| 6 min            | Pénalités | 12 min                  |                               | Arbitrage : Didier Massy, Konstantin Olenin Roger Arm, Andreas Kohler |
| 36               | Tirs | 16                      |                               | Arbitrage : Didier Massy, Konstantin Olenin Roger Arm, Andreas Kohler |

| 28 décembre | Canada | 2-3 (0-0, 0-2, 2-1) | Davos | Vaillant Arena 6 303 spectateurs |

| Feuille de match | Feuille de match                                                                 | Feuille de match    | Feuille de match                                                                                     | Feuille de match                                                      |
| ---------------- | -------------------------------------------------------------------------------- | ------------------- | --- | --------------------------------------------------------------------- |
|                  | Haydar (Ritchie, Williams) — 44 min 45 s Noreau (Ritchie) — 58 min 3 s (SN + CV) | 0-1 0-2 1-2 1-3 2-3 | Paulsson (Persson) — 27 min 19 s Guggisberg (Corvi) — 31 min 43 s Ambühl (Forster) — 57 min 1 s (SN) | Arbitrage : Konstantin Olenin, Steve Patafie Roger Arm, Roman Kaderli |
| Allen York       | Gardiens                                                                         | Mika Noronen        | | Arbitrage : Konstantin Olenin, Steve Patafie Roger Arm, Roman Kaderli |
| 12 min           | Pénalités                                                                        | 14 min              | | Arbitrage : Konstantin Olenin, Steve Patafie Roger Arm, Roman Kaderli |
| 26               | Tirs                                                                             | 29                  | | Arbitrage : Konstantin Olenin, Steve Patafie Roger Arm, Roman Kaderli |

### Phase finale

#### Pré demi-finales
| 29 décembre | Moscou | 3-2 (pr) (0-0, 2-2, 0-0, 1-0) | Vítkovice | Vaillant Arena 6 303 spectateurs |

| Feuille de match | Feuille de match | Feuille de match    | Feuille de match                                                  | Feuille de match                                                      |
| ---------------- | --- | ------------------- | ----------------------------------------------------------------- | --------------------------------------------------------------------- |
|                  | Zaïnoulline (Micharine, Lioubimov) — 29 min 45 s Jarkov (Prokhorkine, Rylov) — 39 min 51 s (SN) Rylov (Micharine) — 60 min 46 s (SN) | 0-1 0-2 1-2 2-2 3-2 | Stehlík (Burger) — 24 min 36 s Svačina (Roman, Huna) — 25 min 6 s | Arbitrage : Didier Massy, Steve Patafie Roman Kaderli, Andreas Kohler |
| Rastislav Staňa  | Gardiens | Filip Šindelář      |                                                                   | Arbitrage : Didier Massy, Steve Patafie Roman Kaderli, Andreas Kohler |
| 10 min           | Pénalités | 10 min              |                                                                   | Arbitrage : Didier Massy, Steve Patafie Roman Kaderli, Andreas Kohler |
| 36               | Tirs | 37                  |                                                                   | Arbitrage : Didier Massy, Steve Patafie Roman Kaderli, Andreas Kohler |

| 29 décembre | Canada | 6-3 (3-0, 1-3, 2-0) | Rochester | Vaillant Arena 6 303 spectateurs |

| Feuille de match | Feuille de match | Feuille de match                    | Feuille de match                                                                                                 | Feuille de match                                                      |
| ---------------- | --- | ----------------------------------- | --- | --------------------------------------------------------------------- |
|                  | Ritchie (Williams) — 7 min 31 s Micflikier (McLean, Spylo) — 15 min 5 s (SN) Micflikier (Spylo, Kinrade) — 18 min 41 s (SN) Walser (Haydar) — 26 min 6 s Ritchie (Haydar, Roche) — 50 min 5 s (SN) Giroux (Spylo) — 59 min 17 s (CV) | 1-0 2-0 3-0 3-1 4-1 4-2 4-3 5-3 6-3 | Hutchings (Larsson) — 21 min 55 s Catenacci (Adam, Varone) — 26 min 56 s Armia (Adam, Varone) — 33 min 11 s (SN) | Arbitrage : Danny Kurmann, Konstantin Olenin Roger Arm, Nicolas Fluri |
| Chris Mason      | Gardiens | Matt Hackett                        | | Arbitrage : Danny Kurmann, Konstantin Olenin Roger Arm, Nicolas Fluri |
| 10 min           | Pénalités | 10 min                              | | Arbitrage : Danny Kurmann, Konstantin Olenin Roger Arm, Nicolas Fluri |
| 34               | Tirs | 27                                  | | Arbitrage : Danny Kurmann, Konstantin Olenin Roger Arm, Nicolas Fluri |

#### Demi-finales
| 30 décembre | Davos | 4-5 (TB) (2-1, 1-3, 1-0, 0-0, 0-1) | Moscou | Vaillant Arena 6 303 spectateurs |

| Feuille de match | Feuille de match | Feuille de match                    | Feuille de match | Feuille de match                                                         |
| ---------------- | --- | ----------------------------------- | --- | ------------------------------------------------------------------------ |
|                  | Corvi (Ambühl) — 3 min 28 s Danielsson (Persson, Back) — 15 min 42 s Koistinen (Kutlák) — 34 min 11 s Sejna (Kutlák, Ambühl) — 57 min 25 s (SN) | 1-0 1-1 2-1 2-2 2-3 3-3 3-4 4-4 4-5 | Filppula (Radoulov) — 7 min 12 s Radoulov (Rylov) — 20 min 19 s (SN) Radoulov (Nepriaïev) — 29 min 44 s Jarkov (Iegorchev) — 38 min 9 s | Arbitrage : Didier Massy, Brent Reiber Andreas Kohler, Michael Tscherrig |
| Leonardo Genoni  | Gardiens | Ilia Proskouriakov                  | | Arbitrage : Didier Massy, Brent Reiber Andreas Kohler, Michael Tscherrig |
| 6 min            | Pénalités | 10 min                              | | Arbitrage : Didier Massy, Brent Reiber Andreas Kohler, Michael Tscherrig |
| 44               | Tirs | 33                                  | | Arbitrage : Didier Massy, Brent Reiber Andreas Kohler, Michael Tscherrig |

| 30 décembre | Genève-Servette | 6-5 (2-0, 2-2, 2-3) | Canada | Vaillant Arena 6 303 spectateurs |

| Feuille de match | Feuille de match | Feuille de match                            | Feuille de match | Feuille de match                                                      |
| ---------------- | --- | ------------------------------------------- | --- | --------------------------------------------------------------------- |
|                  | Lombardi — 2 min 46 s (IN) Hollenstein (Lombardi, Romy) — 15 min 22 s (SN) Pestoni (Lombardi, Daugaviņš) — 23 min 7 s Jacquemet (Bezina) — 28 min 13 s Lombardi (Jacquemet) — 43 min 5 s Vukovic (Gerber, Rivera) — 50 min 7 s | 1-0 2-0 3-0 3-1 4-1 4-2 5-2 5-3 6-3 6-4 6-5 | Giroux (Kinrade) — 24 min 29 s Roche (Ritchie) — 37 min 15 s (SN) Micflikier (McLean, Genoway) — 49 min 22 s Haydar (Williams, Ritchie) — 56 min 40 s (SN) Williams (Metropolit, Haydar) — 58 min 18 s (SN) | Arbitrage : Danny Kurmann, Steve Patafie Nicolas Fluri, Roman Kaderli |
| Tobias Stephan   | Gardiens | Matt Hackett                                | | Arbitrage : Danny Kurmann, Steve Patafie Nicolas Fluri, Roman Kaderli |
| 12 min           | Pénalités | 6 min                                       | | Arbitrage : Danny Kurmann, Steve Patafie Nicolas Fluri, Roman Kaderli |
| 24               | Tirs | 55                                          | | Arbitrage : Danny Kurmann, Steve Patafie Nicolas Fluri, Roman Kaderli |

#### Finale de la Coupe Spengler
| 31 décembre | Moscou | 3-5 (0-2, 1-2, 2-1) | Genève-Servette | Vaillant Arena 6 303 spectateurs |

| Feuille de match | Feuille de match                                                                                 | Feuille de match                | Feuille de match | Feuille de match                                                  |
| ---------------- | ------------------------------------------------------------------------------------------------ | ------------------------------- | --- | ----------------------------------------------------------------- |
|                  | Saprykine (Ogourtsov, Morozov) — 39 min Frolov — 41 min 15 s (SN) Zaïtsev (Frolov) — 56 min 31 s | 0-1 0-2 0-3 0-4 1-4 2-4 3-4 3-5 | Šimek (Stafford, Picard) — 7 min (SN) Hollenstein (Romy) — 10 min 24 s Petrell (Gerber) — 23 min 48 s Romy (Vukovic) — 36 min 21 s Daugaviņš (Lombardi, Bezina) — 59 min (CV) | Arbitrage : Didier Massy, Steve Patafie Roger Arm, Andreas Kohler |
| Rastislav Staňa  | Gardiens                                                                                         | Robert Mayer                    | | Arbitrage : Didier Massy, Steve Patafie Roger Arm, Andreas Kohler |
| 30 min           | Pénalités                                                                                        | 10 min                          | | Arbitrage : Didier Massy, Steve Patafie Roger Arm, Andreas Kohler |
| 44               | Tirs                                                                                             | 36                              | | Arbitrage : Didier Massy, Steve Patafie Roger Arm, Andreas Kohler |

## Équipe d'étoiles
Chaque année, une équipe type du tournoi est constituée avec les meilleurs joueurs des 6 équipes.
| Position         | Joueur             | Équipe          |
| ---------------- | ------------------ | --------------- |
| Gardien          | Tobias Stephan     | Genève-Servette |
| Défenseur droit  | Markus Nordlund    | Genève-Servette |
| Défenseur gauche | Ville Koistinen    | HC Davos        |
| Attaquant droit  | Aleksandr Radoulov | HK CSKA Moscou  |
| Centre           | Matthew Lombardi   | Genève-Servette |
| Attaquant gauche | Kaspars Daugavins  | Genève-Servette |